# Елбак
Елбак (в верховье Верхний Елбак) — река в Новосибирской области России. Устье реки находится в 55 км от устья по левому берегу реки Икса. Длина реки составляет 23 км. В 11 км от устья по правому берегу впадает река Чебулинский Падун.

## Данные водного реестра
По данным государственного водного реестра России относится к Верхнеобскому бассейновому округу, водохозяйственный участок реки — Обь от Новосибирского гидроузла до впадения реки Чулым, без рек Иня и Томь, речной подбассейн реки — бассейны притоков (Верхней) Оби до впадения Томи. Речной бассейн реки — (Верхняя) Обь до впадения Иртыша.
Код объекта в государственном водном реестре — 13010200712115200007014.